# Peter, den vilde pojken

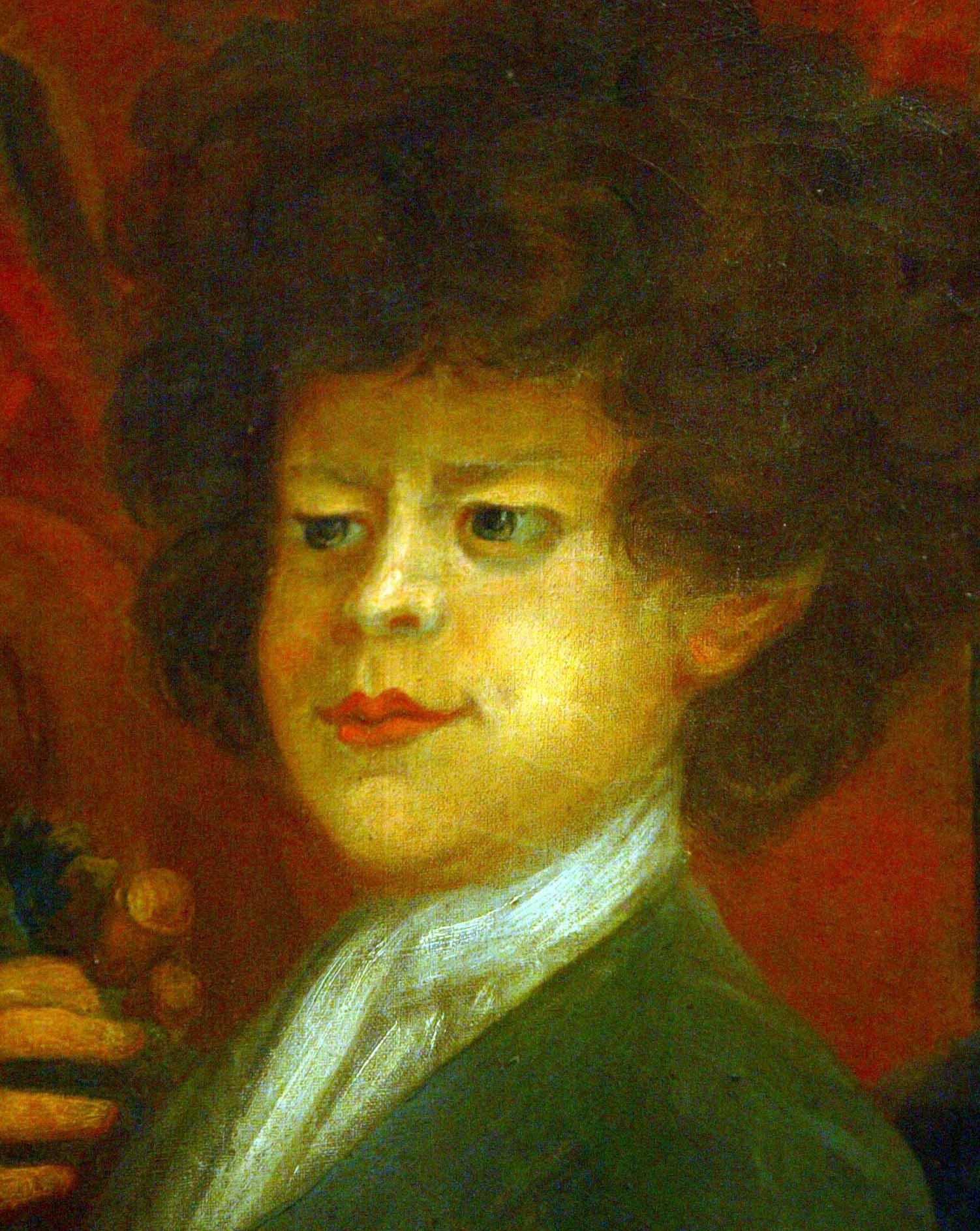
Peter, målning i Kensington Palace av William Kent.

Peter, den vilde pojken, född cirka 1713, död 22 februari 1785, var en mentalt handikappad pojke som påträffades 1725 i skogen nära Hameln i Hannover i norra Tyskland.
Pojken, vars föräldrar var okända, hade levt helt vilt ute i skogen under okänd tid. Han hade överlevt genom att äta blommor. Han gick på alla fyra och kunde inte tala något språk. Han lärde sig heller inte något språk efter att ha blivit omhändertagen. Idag tror läkare att han led av den ovanliga genetiska sjukdomen Pitt-Hopkins syndrom.
Peter påträffades i Hertswoldskogen av en grupp jägare som leddes av kung George I då han var på besök i Hannover. Han tog med Peter till England och där kom intresset och spekulationerna om Peter att bli stort. Jonathan Swift skrev satiren The Most Wonderful Wonder that ever appeared to the Wonder of the British Nation och Daniel Defoe skrev om Peter i en broschyr Mere Nature Delineated.
Sedan intresset från allmänheten hade sjunkit arrangerade Caroline av Ansbach, prinsessan av Wales, år 1726 så att en Dr Arbuthnot kunde hjälpa Peter med utbildning. Dock var alla försök att få pojken att läsa, tala och skriva förgäves. Konstnären William Kent målade ett porträtt av Peter som sedan hängdes i Kensington Palace i London där målningen fortfarande kan ses i Kungens trappa. Efter utbildningen hos Dr Arbuthnot blev han omhändertagen av en Mrs Titchbourn, en av drottningens tjänare. Peter dog den 22 februari 1785 och är begravd i Northchurch. Hans grav kan fortfarande ses på kyrkogården vid St. Marys Church.
År 2011 kom forskare och läkare fram till att Peter hade lidit av kromosomsjukdomen Pitt-Hopkins syndrom, en sjukdom som först identifierades 1978.